# Pasiphaea dofleini
Pasiphaea dofleini is een garnalensoort uit de familie van de Pasiphaeidae. De wetenschappelijke naam van de soort is voor het eerst geldig gepubliceerd in 1932 door Schmitt.